# Arvo Volmer
Arvo Volmer (né le 4 novembre 1962 à Tallinn) est un chef d'orchestre estonien. En 2002, on lui décerne l'ordre de l'Étoile blanche d'Estonie de 4e classe.

## Biographie
Arvo Volmer a fait des études de direction d'orchestre et de chef de chorale de 1980 à 1985 au Conservatoire d'état de Tallinn, auprès de Olev Oja et de Roman Matsov. Il a continué ses études au Conservatoire de Leningrad avec Ravil Martynov et a obtenu son diplôme en 1990. 
Volmer a été chef principal de l'Orchestre symphonique national estonien de 1993 à 2001. De 2004 à 2013, il a été chef d'orchestre et directeur musical de l'Orchestre symphonique d'Adélaïde et en 2014, chef principal invité et conseiller artistique. The Adelaide Review (en) a écrit que le mandat de Volmer en tant que chef d'orchestre a vu l'orchestre « s'améliorer hors de toute proportion et entrer dans une période sans précédent de progrès ».
De 2004 à 2012, Volmer a combiné ses fonctions à Adélaïde avec les postes de directeur musical et chef principal de l'Opéra national estonien à Tallinn. Il a également été chef invité de nombreux orchestres, notamment en Scandinavie.
Parmi ses enregistrements, on trouve l'intégrale des œuvres orchestrales de Leevi Madetoja ainsi que l'intégrale des symphonies d'Eduard Tubin et de Jean Sibelius.
Depuis septembre 2014, il est chef principal de l'Orchestre Haydn di Bolzano e Trento.

## Récompenses et distinctions
- Ordre de l'Étoile blanche d'Estonie de 4e classe

## Crédit d'auteurs
- (en) Cet article est partiellement ou en totalité issu de l’article de Wikipédia en anglais intitulé « Arvo Volmer » (voir la liste des auteurs).